# Gustavo Venturi
Pour les articles homonymes, voir Venturi.
Gustavo Venturi est un botaniste amateur italien, né le 4 février 1830 à Rovereto et mort le 5 juin 1898 à Trente.

## Biographie
Après son diplôme en droit, Gustavo Venturi s’installe à Trente où il devient avocat. Il s’intéresse principalement aux mousses et aux lichens. Il est l’un des meilleurs bryologistes de son temps. Il est en relation avec la plupart des botanistes de son époque et possède des doubles envoyés par Giuseppe De Notaris (1805-1877), Karl Gustav Limpricht (1834-1902), Caro Benigno Massalongo (1852-1928) et Carl Friedrich Warnstorf (1837-1921).
De 1871 à 1899, Venturi fait paraître vingt articles sur la taxinomie du genre Orthotrichum et contribue à des publications de Viktor Ferdinand Brotherus (1849-1929), Adalbert Geheeb (1842-1909), Antonio Marchese Bottini (1850-1931) et Julius Roell (1846-1928).  Son traité des muscinées, Le Muscinee del Trentino, paraît après sa mort en 1899. Sa collection est conservée au Museo Tridentino di Scienze Naturali.